# Liste der Premierminister von Gambia
Die Liste der Premierminister von Gambia geht bis zum 24. April 1970, danach wurde bei der Umwandlung Gambias in eine Präsidialrepublik das Amt des Staatsoberhaupts und Regierungschef in einem Amt vereinigt.
| Besitz                                                     | Amtsinhaber                                     | Partei- zugehörigkeit        | Bemerkung                                                               |
| Die britische Kolonie Gambia                               | Die britische Kolonie Gambia                    | Die britische Kolonie Gambia | Die britische Kolonie Gambia                                            |
| ---------------------------------------------------------- | ----------------------------------------------- | ---------------------------- | ----------------------------------------------------------------------- |
| März 1961 bis 12. Juni 1962                                | Pierre Sarr N’Jie, Chef-Minister                | UP                           |                                                                         |
| Die britische Kolonie Gambia (Selbstverwaltung beginnt)    |                                                 |                              |                                                                         |
| 12. Juni 1962 bis 3. Oktober 1963                          | David Jawara, Premier                           | PPP                          | Jawara ernennt das erste Kabinett                                       |
| Die britische Kolonie Gambia (begrenzte Autonomie Gambias) |                                                 |                              |                                                                         |
| 4. Oktober 1963 bis 18. Februar 1965                       | David Jawara, Premierminister                   |                              |                                                                         |
| Gambia (Unabhängigkeit)                                    |                                                 |                              |                                                                         |
| 18. Februar 1965 bis Januar 1966                           | Dawda Jawara, Premierminister                   |                              | Jawara konvertierte wieder zum Islam und änderte seinen Vornamen zurück |
| Januar 1966 bis 24. April 1970                             | Sir David Dawda Kairaba Jawara, Premierminister |                              | Designierter Präsident von Gambia                                       |
| Republik Gambia                                            |                                                 |                              |                                                                         |
| Umwandlung in ein präsidentielles Regierungssystem         |                                                 |                              |                                                                         |

Daten in kursiver Schreibweise zeigen eine De-facto-Fortsetzung der Amtszeit an.